# داستان شهر مادری
داستان شهر مادری (انگلیسی: Home Town Story) یک فیلم درام آمریکایی در سال ۱۹۵۱ به کارگردانی آرتور پیرسون و نقش‌آفرینی جفری لین، دونالد کریسپ و الن هیل جونیور است. در این فیلم مریلین مونرو در نقشی کوچک و زود هنگام حضور دارد. این فیلم توسط جنرال موتورز پشتیبانی شد.